# Dedeli, Patnos
Dedeli là một thị trấn thuộc huyện Patnos, tỉnh Ağrı, Thổ Nhĩ Kỳ. Dân số thời điểm năm 2011 là 3.434 người.